# جون شارب (سياسي أمريكي)
جون شارب (بالإنجليزية: John Sharp)‏ هو سياسي أمريكي، ولد في 28 يوليو 1950 في الولايات المتحدة. حزبياً، نشط في الحزب الديمقراطي. وقد انتخب عضو مجلس نواب تكساس وانتخب عضو مجلس ولاية تكساس.